# Hydrotaea meridionalis
Hydrotaea meridionalis is een vliegensoort uit de familie van de echte vliegen (Muscidae). De wetenschappelijke naam van de soort is voor het eerst geldig gepubliceerd in 1882 door Porchinskiy.